# 문주왕
문주왕(文周王, ? ~ 477년 9월, 재위: 475년 9월 ~ 477년 9월)은 백제의 제22대 국왕이다. 문주(汶洲), 문원왕(文園王), 문연왕(文淵王) 또는 문연왕(汶淵王)이라고도 하며 개로왕의 아들이다. 일본서기 유랴쿠기(雄略紀)에는 개로왕의 모제(母弟, 동생)로 기록되어 있다. 이름은 남제서(南齊書) 백제전과, 양서(梁書)에서는 모도(牟都)로 기록되어있고, 송서(宋書) 백제전에는 여도(餘都)로 기록되었다. 즉위 전에, 부왕(父王) 개로왕을 도와 상좌평(上佐平)을 지냈다. 《삼국사기》와 《삼국유사》에는 개로왕의 아들이라 하나, 일본측 기록에는 개로왕의 동생 설과 개로왕의 아들 설이 있다.

## 생애
생년월일과 출생지는 미상이며, 《삼국사기》와 《삼국유사》에 의하면 그의 이름은 문주이다. 그런데 중국 남북조시대 남조의 사서인 양서에는 그의 이름이 모도(牟都)로 기록되어있고, 남조의 다른 사서인 송서 백제전에는 여도(餘都)라 한다.
《삼국사기》와 《삼국유사》에 의하면 문주왕은 개로왕의 아들이라 한다. 그런데 일본측 기록에는 두 가지 설이 있다. 일본서기의 유라쿠조에 의하면 문주왕은 개로왕의 동생이라 한다. 오오치씨와 토요타씨 족보에는 문주왕의 별칭인 문원왕은 개로왕의 아들로 나타난다. 중국측 기록인 《양서》 백제전에는 문주왕은 개로왕의 아들이라 한다. 그의 어머니와 그의 출생에 대해서는 알려진 것이 없다.
문주왕의 성격은 《삼국사기》에 의하면, 결단력이 부족하였으나 백성을 사랑하였다고 기록되어 있다. 개로왕의 태자가 되었으며, 즉위하기 직전에는 부왕 개로왕으로부터 상좌평에 임명되어 정사에 참여하였다.
475년 고구려가 군사를 일으켜 한성을 공격하자 문주는 개로왕의 명을 받아서 신라에 가서 원병을 요청하였다. 군사 1만명과 함께 돌아와 고구려의 군대가 물러갔으나, 수도 한성이 파괴되었다. 일설에는 개로왕이 자신의 죽음을 예견하고 문주왕을 피신시킨 것이라는 설도 있다. 개로왕이 죽자 뒤를 이어 즉위하였다.
475년 음력 10월, 수도를 한성에서 웅진으로 옮겼다. 476년 여름 4월, 탐라국에서 토산물을 바쳐오자 왕이 기뻐하여, 그 탐라국 사신을 보답으로 은솔(恩率)로 임명하였다. 탐라왕에게 백제의 높은 벼슬인 좌평(佐平)으로 임명하였다.
문주왕은 477년 4월 아들 삼근을 태자로 삼았는데, 9월에 당시 정권을 장악했던 병권좌평 해구의 쿠데타에 의해 암살을 당했다. 해구의 쿠데타 이유는 알려진 것이 없다. 그의 뒤는 왕족들의 추대를 받은 아들 삼근왕이 계승하였다.

## 가계

### 《삼국사기》, 《삼국유사》
|  |  | 개로왕 蓋鹵王 |               |               |               |               |               |  |  |  |  |  |  |               |               |               |               |               |               |  |  |  |  |  |  |  |  |  |  |  |  |  |  |  |  |  |  |  |  |  |  |  |  |  |  |  |  |  |  |  |  |  |  |  |  |  |  |
|  |  |               |               |               |               |               |               |  |  |  |  |  |  |               |               |               |               |               |               |  |  |  |  |  |  |  |  |  |  |  |  |  |  |  |  |  |  |  |  |  |  |  |  |  |  |  |  |  |  |  |  |  |  |  |  |  |  |
|  |  |               |               |               |               |               |               |  |  |  |  |  |  |               |               |               |               |               |               |  |  |  |  |  |  |  |  |  |  |  |  |  |  |  |  |  |  |  |  |  |  |  |  |  |  |  |  |  |  |  |  |  |  |  |  |  |  |
|  |  | 문주왕 文周王 | 문주왕 文周王 | 문주왕 文周王 | 문주왕 文周王 | 문주왕 文周王 | 문주왕 文周王 |  |  |  |  |  |  | 곤지 昆支     | 곤지 昆支     | 곤지 昆支     | 곤지 昆支     | 곤지 昆支     | 곤지 昆支     |  |  |  |  |  |  |  |  |  |  |  |  |  |  |  |  |  |  |  |  |  |  |  |  |  |  |  |  |  |  |  |  |  |  |  |  |  |  |
|  |  | 문주왕 文周王 | 문주왕 文周王 | 문주왕 文周王 | 문주왕 文周王 | 문주왕 文周王 | 문주왕 文周王 |  |  |  |  |  |  | 곤지 昆支     | 곤지 昆支     | 곤지 昆支     | 곤지 昆支     | 곤지 昆支     | 곤지 昆支     |  |  |  |  |  |  |  |  |  |  |  |  |  |  |  |  |  |  |  |  |  |  |  |  |  |  |  |  |  |  |  |  |  |  |  |  |  |  |
|  |  | 삼근왕 三斤王 | 삼근왕 三斤王 | 삼근왕 三斤王 | 삼근왕 三斤王 | 삼근왕 三斤王 | 삼근왕 三斤王 |  |  |  |  |  |  | 동성왕 東城王 | 동성왕 東城王 | 동성왕 東城王 | 동성왕 東城王 | 동성왕 東城王 | 동성왕 東城王 |  |  |  |  |  |  |  |  |  |  |  |  |  |  |  |  |  |  |  |  |  |  |  |  |  |  |  |  |  |  |  |  |  |  |  |  |  |  |
|  |  | 삼근왕 三斤王 | 삼근왕 三斤王 | 삼근왕 三斤王 | 삼근왕 三斤王 | 삼근왕 三斤王 | 삼근왕 三斤王 |  |  |  |  |  |  | 동성왕 東城王 | 동성왕 東城王 | 동성왕 東城王 | 동성왕 東城王 | 동성왕 東城王 | 동성왕 東城王 |  |  |  |  |  |  |  |  |  |  |  |  |  |  |  |  |  |  |  |  |  |  |  |  |  |  |  |  |  |  |  |  |  |  |  |  |  |  |
|  |  |               |               |               |               |               |               |  |  |  |  |  |  | 무령왕 武寧王 |               |               |               |               |               |  |  |  |  |  |  |  |  |  |  |  |  |  |  |  |  |  |  |  |  |  |  |  |  |  |  |  |  |  |  |  |  |  |  |  |  |  |  |

### 《일본서기》[5]
|  |  | 비유왕 毗有王 |               |               |               |               |               |  |  |  |  |  |  |                          |                          |                          |                          |                          |                          |  |  |  |  |  |  |                  |                  |                  |                  |                  |                  |  |  |  |  |  |  |               |               |               |               |               |               |  |  |  |  |  |  |  |  |  |  |  |  |  |  |  |  |  |  |  |  |
|  |  |               |               |               |               |               |               |  |  |  |  |  |  |                          |                          |                          |                          |                          |                          |  |  |  |  |  |  |                  |                  |                  |                  |                  |                  |  |  |  |  |  |  |               |               |               |               |               |               |  |  |  |  |  |  |  |  |  |  |  |  |  |  |  |  |  |  |  |  |
|  |  |               |               |               |               |               |               |  |  |  |  |  |  |                          |                          |                          |                          |                          |                          |  |  |  |  |  |  |                  |                  |                  |                  |                  |                  |  |  |  |  |  |  |               |               |               |               |               |               |  |  |  |  |  |  |  |  |  |  |  |  |  |  |  |  |  |  |  |  |
|  |  | 문주왕 汶洲王 | 문주왕 汶洲王 | 문주왕 汶洲王 | 문주왕 汶洲王 | 문주왕 汶洲王 | 문주왕 汶洲王 |  |  |  |  |  |  | 개로왕 蓋鹵王 (加須利君) | 개로왕 蓋鹵王 (加須利君) | 개로왕 蓋鹵王 (加須利君) | 개로왕 蓋鹵王 (加須利君) | 개로왕 蓋鹵王 (加須利君) | 개로왕 蓋鹵王 (加須利君) |  |  |  |  |  |  | 곤지 昆支 (軍君) | 곤지 昆支 (軍君) | 곤지 昆支 (軍君) | 곤지 昆支 (軍君) | 곤지 昆支 (軍君) | 곤지 昆支 (軍君) |  |  |  |  |  |  |               |               |               |               |               |               |  |  |  |  |  |  |  |  |  |  |  |  |  |  |  |  |  |  |  |  |
|  |  | 문주왕 汶洲王 | 문주왕 汶洲王 | 문주왕 汶洲王 | 문주왕 汶洲王 | 문주왕 汶洲王 | 문주왕 汶洲王 |  |  |  |  |  |  | 개로왕 蓋鹵王 (加須利君) | 개로왕 蓋鹵王 (加須利君) | 개로왕 蓋鹵王 (加須利君) | 개로왕 蓋鹵王 (加須利君) | 개로왕 蓋鹵王 (加須利君) | 개로왕 蓋鹵王 (加須利君) |  |  |  |  |  |  | 곤지 昆支 (軍君) | 곤지 昆支 (軍君) | 곤지 昆支 (軍君) | 곤지 昆支 (軍君) | 곤지 昆支 (軍君) | 곤지 昆支 (軍君) |  |  |  |  |  |  |               |               |               |               |               |               |  |  |  |  |  |  |  |  |  |  |  |  |  |  |  |  |  |  |  |  |
|  |  |               |               |               |               |               |               |  |  |  |  |  |  |                          |                          |                          |                          |                          |                          |  |  |  |  |  |  |                  |                  |                  |                  |                  |                  |  |  |  |  |  |  |               |               |               |               |               |               |  |  |  |  |  |  |  |  |  |  |  |  |  |  |  |  |  |  |  |  |
|  |  | 삼근왕 三斤王 | 삼근왕 三斤王 | 삼근왕 三斤王 | 삼근왕 三斤王 | 삼근왕 三斤王 | 삼근왕 三斤王 |  |  |  |  |  |  |                          |                          |                          |                          |                          |                          |  |  |  |  |  |  | 무령왕 武寧王    | 무령왕 武寧王    | 무령왕 武寧王    | 무령왕 武寧王    | 무령왕 武寧王    | 무령왕 武寧王    |  |  |  |  |  |  | 동성왕 東城王 | 동성왕 東城王 | 동성왕 東城王 | 동성왕 東城王 | 동성왕 東城王 | 동성왕 東城王 |  |  |  |  |  |  |  |  |  |  |  |  |  |  |  |  |  |  |  |  |

## 같이 보기
- 신라
  - 자비 마립간 (458년 ~ 479년)
- 고구려
  - 장수왕 (413년 ~ 491년)
- 가야
  - 질지왕 (451년~491년)
- 왜
  - 유랴쿠 천황 (457년~479년)

| 전 대 개로왕 | 제22대 백제 국왕 475년 ~ 477년 | 후 대 삼근왕 |